# ماريو فاسيلي
ماريو فاسيلي (بالسويدية: Mario Vasilj)‏ هو لاعب كرة قدم سويدي، ولد في 23 ديسمبر 1983 في السويد. لعب مع نادي أوسترس.

## وصلات خارجية
- ماريو فاسيلي على موقع اتحاد السويد (السويدية)
- ماريو فاسيلي على موقع قاعدة بيانات كرة القدم.إي يو (الإنجليزية)